# Β折叠

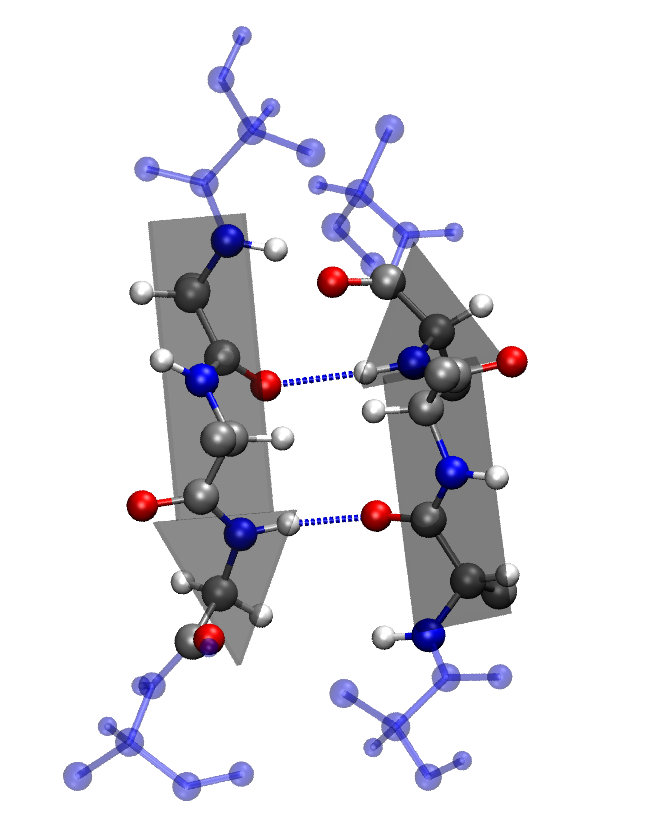
β折叠。参与的蛋白质主链原子和氢键以实体显示。

β折叠（β-sheet），又称β片层结构（β-pleated sheet），是蛋白质的一种二级结构。 
在β折叠中，两条以上氨基酸链（肽链），或同一条肽链之间的不同部分形成平行或反平行排列，成为“股”。肽平面之间呈手风琴状折叠，股与股之间会通过氢键固定，但氢键主要在股间而不是股内。氨基酸残基的R侧链分布在片层的上下。
β折叠层并不是平的，因为侧链的存在使得它看上去像手风琴一样波纹起伏。（英语pleated）这样每一股会更紧密排列，氢键更容易建立。氢键的距离为7埃。在蛋白质结构中β折叠通常会用箭头表示。肽链的氮端在同侧为顺式，两残基间距为0.65nm；不在同侧为反式，两残基间距为0.70nm。反式较顺式平行折叠更加稳定。
能形成β折叠的氨基酸残基一般不大，而且不带同种电荷，这样有利于多肽链的伸展，如甘氨酸、丙氨酸在β折叠中出现的几率最高。免疫球蛋白有大量的β折叠层。
另一种常见的蛋白质模序是α螺旋和三种不同的β转角。不属于一个模序的蛋白质一级结构部分被称之为不规则螺旋。这些部分对蛋白质的空间构象非常重要。

## 延伸閲讀
- Cooper J. . Principles of Protein Structure Using the Internet. 31 May 1996  [25 May 2007]. （原始内容存档于2016-12-28）.
- . Structural Classification of Proteins (SCOP). 20 October 2006  [31 May 2007]. （原始内容存档于2012-02-04）.